# Piękny Las
Piękny Las – była wieś, obecnie część wsi Chlebowo, położona w województwie kujawsko-pomorskim, w powiecie brodnickim, w gminie Świedziebnia. 
1 stycznia 2012 wieś Piękny Las została przyłączona do sąsiedniej wsi Chlebowo, tworząc część wsi.
W latach 1975–1998 miejscowość administracyjnie należała do województwa toruńskiego.